# Christoph Kaiser (Koch)
Christoph Kaiser (* 1990 in Gladbeck) ist ein deutscher Koch.

## Werdegang
Nach dem Abschluss der Kochausbildung 2009 folgte bis 2013 die Fortbildung zum Küchenmeister in Heidelberg. 2014 kochte er als Souschef im Restaurant Seven Oceans bei Frédéric Morel in Hamburg und dann im Steigenberger Parkhotel in Düsseldorf.
2017 wurde er Küchenchef im Goldenen Anker nebden Björn Freitag in Dorsten und 2020 im Gasthaus Raben neben Steffen Disch in Horben.
Im Dezember 2023 eröffnete Kaiser sein Restaurant Jacobi in Freiburg im Breisgau. 2024 wurde das Restaurant mit einem Michelinstern ausgezeichnet. Der Guide Michelin sieht „hochwertige und strikt regional bezogene Produkte im Fokus, die den Nachhaltigkeitsgedanken klar erkennen lassen. Daraus entstehen überaus interessante innovative Kombinationen“.

## Auszeichnungen
- 2024: Ein Michelinstern für das Restaurant Jacobi in Freiburg im Breisgau